# Blunt (cannabis)

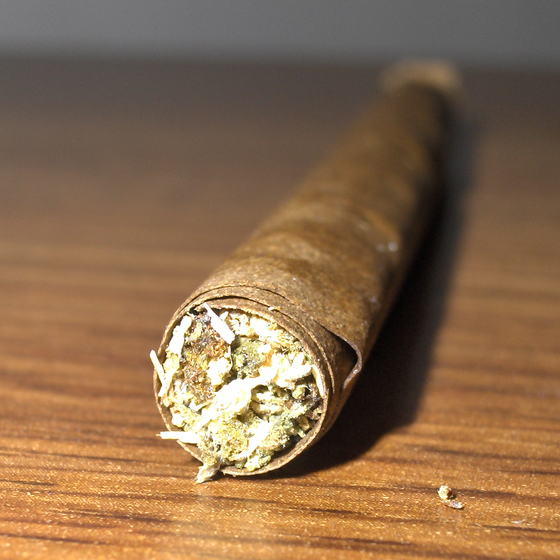
Blunt hecho con papel blunt.

Un blunt (en inglés «romo», «sin punta»; pronunciación en inglés: /blʌnt/; a veces en castellano /blun/) es un término coloquial para referirse a un cigarro de cannabis o hachís montado con hojas de tabaco en vez de papel de liar. Esto lo diferencia del porro, además de tener un tamaño considerablemente mayor. Esta forma de fumar cannabis se considera más dañina para la salud, ya que no se hace uso de filtros y las hojas de tabaco contienen nicotina. El blunt toma su nombre de los cigarrillos Phillies Blunt de la marca Phillies.
Sinónimos comunes para blunt son El-P o L (de la marca El Producto) y Dutch (de Dutch Masters ).

## Historia
Los blunts tienen su origen en las grandes ciudades de Estados Unidos como Nueva York, Filadelfia y Baltimore durante los 80s y 90s. Surgieron como solución práctica ante las restricciones contra el uso del cannabis, ya que la envoltura de hoja de tabaco era un camuflaje efectivo.
En esta época fue común ver a los cantantes de la cultura hip hop como 2Pac, Snoop Dogg o Schoolboy Q con puros en la mano mientras rapeaban en público, sin embargo no lo hacían para fumar tabaco sino marihuana. De esta manera, se estaba haciendo uso de la marihuana, una droga considerada de clase baja, pero con apariencia de un puro, un artículo de lujo y expresión implícita de poder, algo que los raperos del momento aprovecharon. Los blunts quedarían definitivamente ligados a la edad de oro del hip hop neoyorkino gracias a la aparición de paquetes de Phillies en los videoclips y en las letras.

## Metodología

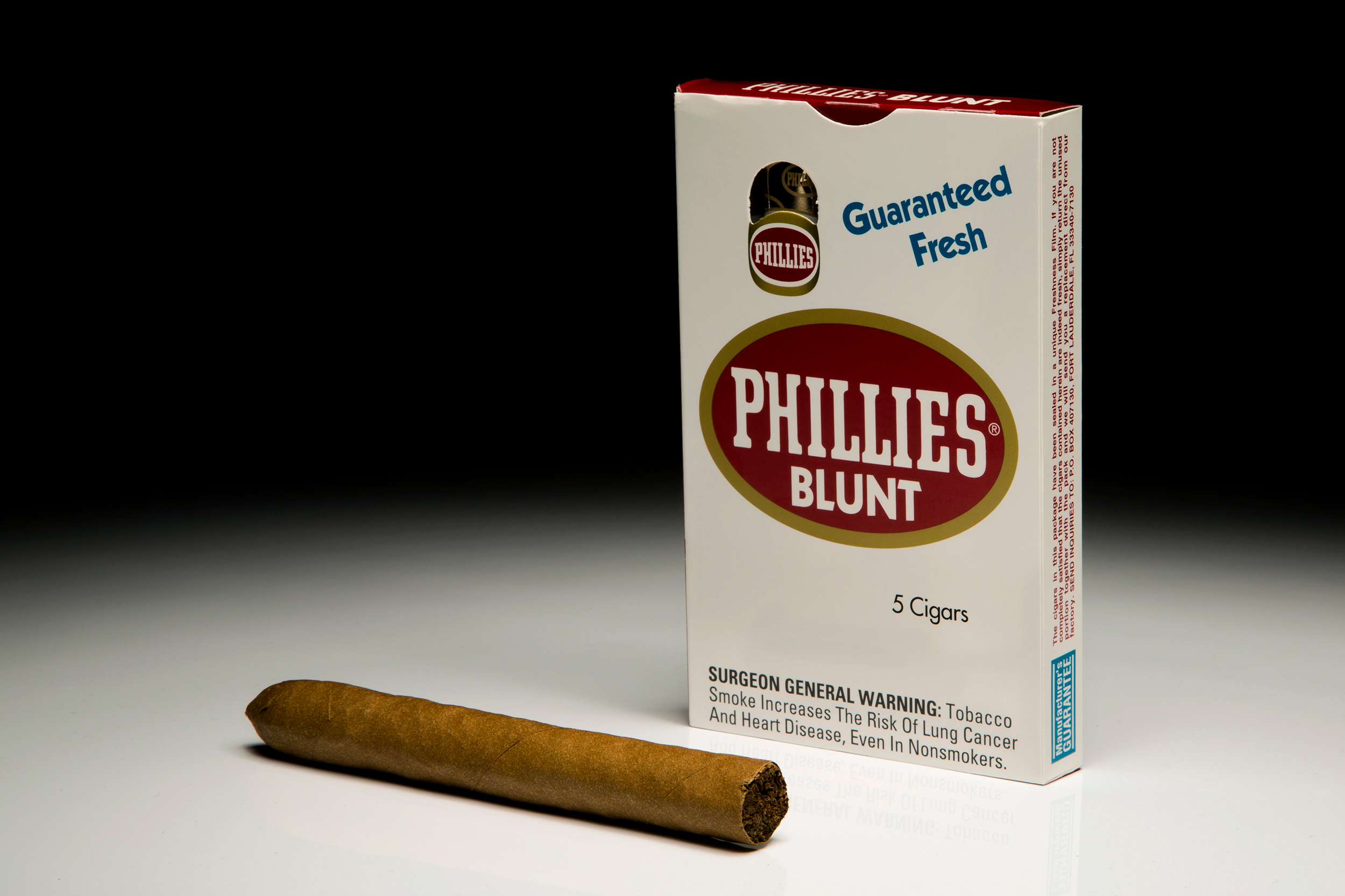
Vintage Phillies Blunt.

Para hacer un blunt, se abre el puro longitudinalmente con navaja, se «destripa» del tabaco, se arma y se vuelve a enrollar. En la actualidad es cada vez más común usar papel suelto, llamado papel blunt (en inglés, blunt wraps). Algunos se comercializan saborizados. Por extensión, blunt también puede referirse a cigarrillos que han sufrido el mismo proceso.
En la industria tabacalera, blunt se refiere a un puro más grande que un cigarrillo pero menos que un Corona (el clásico tamaño de un puro). Debido al uso de los puros blunt, particularmente los de la marca Phillies, en la cultura cannábica blunt pasó a referirse a un cigarro de cannabis. También se puede usar cualquier puro o purito de bajo costo comúnmente disponible, dependiendo de la idoneidad y disponibilidad. Otras marcas que producen puros blunt son Backwoods, Swisher Sweets, White Owl y 4k cigars.
Debido al contenido de tabaco en la hoja, un blunt lleva consigo los riesgos del uso del tabaco, incluyendo adicción a la nicotina.